# Leichtathletik-Hallenasienmeisterschaften 2020
Die 9. Leichtathletik-Hallenasienmeisterschaften sollten zwischen dem 12. Februar und 13. Februar 2020 in der chinesischen Stadt Hangzhou stattfinden, die damit nach 2012 und 2014 zum dritten Mal Austragungsort der Hallenmeisterschaften geworden wäre.
Die Meisterschaft wurde aufgrund der COVID-19-Pandemie jedoch am 26. Januar 2020 von der Asian Athletics Association abgesagt.